# きのうの夜は…
『きのうの夜は…』（About Last Night...）は1986年に制作されたアメリカ映画。デヴィッド・マメット作の『シカゴの性倒錯』（Sexual Perversity in Chicago）という戯曲を基に、エドワード・ズウィック監督がロマンティック・コメディとして映画化した。ロブ・ロウとデミ・ムーアの激しい情交シーンは当時大きな話題となった。

## ストーリー
シカゴに暮らすダニー（ロブ・ロウ）は恋愛に対して真剣になれず、女との付合いは常に遊びだった。しかし、ある晩バーで出会ったデビー（デミ・ムーア）と一夜限りのつもりで関係を持ったが、いつもとは違う感情が生まれていた。

## スタッフ
- 監督：エドワード・ズウィック
- 製作：スチュアート・オーケン、ジェイソン・ブレット
- 原作：ディヴィッド・マメット
- 脚本：デニース・デクルー、ティム・カズリンスキー
- 音楽：マイルス・グッドマン

## キャスト
- ロブ・ロウ：ダニー
- デミ・ムーア：デビー
- ジェームズ・ベルーシ：バーニー
- エリザベス・パーキンス：ジョアン

## リメイク
2014年にケヴィン・ハート、ジョイ・ブライアント主演でリメイクされ、批評的にも興行的にも成功を収めた。